# Molpertshaus
Molpertshaus ist ein Weiler bei Wolfegg im Landkreis Ravensburg in Oberschwaben.

## Lage
Molpertshaus befindet sich etwa 5,5 km südöstlich von Bad Waldsee, rund 5,3 km nördlich von Wolfegg und circa 4,3 km nordöstlich von Bergatreute. Der Ort liegt zudem etwa 1,8 km westlich des Rohrsees, einem bedeutenden Vogelschutz- und Naturschutzgebiet, das Teil des FFH-Gebiets Wurzacher Ried und Rohrsee ist.
Der Großteil von Molpertshaus liegt im Gewässereinzugsgebiet der Steinach, die letztendlich in die Nordsee mündet. Lediglich zwei Gebäude am nördlichen Ende von Molpertshaus, östlich der K 7933, gehören zum Einzugsgebiet der Aitrach, deren Wasser in das Schwarze Meer fließt.
Naturräumlich erstreckt sich Molpertshaus über zwei unterschiedliche Regionen. Der nördliche Teil des Ortes ist den Riß-Aitrach-Platten (Naturraum-Nr. 41) zuzuordnen, welche wiederum ein Teil der Großlandschaft Donau-Iller-Lech-Platte (Großlandschaft-Nr. 4) sind. Der südliche Teil von Molpertshaus hingegen liegt im Westallgäuer Hügelland (Naturraum-Nr. 33), das der Großlandschaft Voralpines Hügel- und Moorland (Großlandschaft-Nr. 3) angehört.

## Geschichte
Molpertshaus wurde erstmals 1241 als Mulbrehtishusen urkundlich erwähnt, ein Name, der auch 1242 belegt ist. Ein Adelsgeschlecht von Molpertshaus ist von 1241 bis 1371 genannt. Im 13. und 14. Jahrhundert treten sie als Dienstleute der Schenken von Schmalegg-Winterstetten (ab 1281) und der Grafen von Landau (um 1300) in Erscheinung. Im Jahr 1371 gelangte der Besitz an das Kloster Schussenried.

### Kirchliche Entwicklung
Ursprünglich war Molpertshaus eine Filiale der Pfarrei Haisterkirch, deren Patronat beim Kloster Rot lag. Eine Kapelle, die den Heiligen Sankt Ulrich und Katharina geweiht war, wird auf das 14./15. Jahrhundert datiert. Im Jahr 1763 wurde ein Pfarrvikariat eingerichtet, und 1803 erlangte Molpertshaus den Status einer selbständigen Pfarrei.
Die heutige katholische Pfarrkirche St. Katharina wurde zwischen 1733 und 1736 erbaut und um 1900 erweitert. Der Turm der Kirche stammt aus dem 14./15. Jahrhundert und wurde vermutlich im 18. Jahrhundert erhöht. Zum Sprengel der Pfarrei gehören die Weiler Binzen, Poppenhaus und Roßberg, sowie Teile der Gemeinde Bergatreute und der Bad Waldseer Ortsteile Mittelurbach und Bad Wurzach-Haidgau.

### Trivia
- 1848: Im Herbst verzeichnete die Pfarrei 29 ledige Mütter, die insgesamt 59 Kinder hatten, von denen 26 zu diesem Zeitpunkt noch lebten. Von diesen Müttern kamen 13 aus Mennisweiler, 8 aus Zwings, 5 aus Molpertshaus, zwei aus Furt und eine aus Poppenhaus. Bezüglich ihres sozialen Standes waren 23 dieser Mütter als arm eingestuft, drei gehörten dem gewöhnlichen Stand an,  zwei dem mittleren und eine den Vermögenden.
- 1848: Eine Mission in Molpertshaus zog täglich bis zu 2.000 Gläubige an, insgesamt 7.000 bis 8.000 Menschen aus der näheren Umgebung. Zur Bewältigung der großen Nachfrage nach Beichten standen zahlreiche Beichtgelegenheiten zur Verfügung: Vier Beichtstühle wurden in der Kirche, zwei im Schulhaus und zwei im Pfarrstadel (heutiges Jugendheim) aufgestellt. Zusätzlich hörten drei Priester im Pfarrhaus die Beichte. Teilweise stellten sich die Gläubigen bereits um 3 Uhr morgens an, und insgesamt standen 18 bis 21 Geistliche zur Verfügung.
- 1872: Ein Amtsblatt vom 22. April belegt eine ungewöhnliche Maßnahme zur Schädlingsbekämpfung: Die Schuljugend durfte zum Aufsammeln von Maikäfern eingesetzt werden, weshalb der Schulunterricht während des Maikäferflugs erst später am Tag begann.
- 1878: Im Amtsblatt vom 28. Februar 1878 (Seite 106) wurde vermerkt, dass elf Wirtschaften in Molpertshaus existierten, deren Bestand sowohl durch Einheimische als auch durch Fremde aufrechterhalten wurde. Bei einer damaligen Einwohnerzahl von 624 Personen gab es 56,7 Einwohner pro Wirtschaft.
- 1923: Die Einführung von elektrischem Licht in Molpertshaus hatte aufgrund der Inflation drastische Kosten zur Folge: Der Pfarrer musste allein für den Anschluss des Pfarrhauses mehrere Millionen Mark aufbringen.[4]

## Infrastruktur
In Molpertshaus befindet sich ein Friedhof mit Aussegnungshalle an der Eintürner Straße 22. Westlich des Ortes, etwa 200 m vom Siedlungsrand entfernt, liegt ein Sportplatz mit zwei Fußballfeldern direkt am Waldrand.

## Vereine
Molpertshaus verfügt über ein aktives Vereinsleben. Zu den lokalen Vereinen zählen der Fußballverein Molpertshaus 1964 e.V., der Musikverein Molpertshaus e.V., der bereits seit 1922 besteht, die Blutreitergruppe Molpertshaus und der Liederkranz Molpertshaus.

## Sehenswürdigkeiten
Zu den Sehenswürdigkeiten in Molpertshaus zählen die Lourdeskapelle, die katholische Pfarrkirche St. Katharina sowie der dazugehörige Kreuzweg.
Die Dorflinde in Molpertshaus, zu finden in der Eintürner Straße 29, ist seit dem 22. Januar 1958 als Naturdenkmal (Einzelgebilde) ausgewiesen.